# Marcus Hoffmann
Marcus Hoffmann (Pressin, 1987. október 12. –) német labdarúgó, aki jelenleg a Hansa Rostock középpályása.

## Pályafutása
Hoffmann a VfL Nauennél kezdett el focizni. 2002-ben az Energie Cottbus ifjúsági akadémiájára került. Ott a B és az A csapat mellett a U23-asok között is szerepelt. 2007-08-as szezont már a FC Carl Zeiss Jena tartalék csapatában kezdte meg, egy év múlva már a VFC Plauen együttesében szerepelt egy évig. 61 mérkőzésen 2 gólt szerzett. 2010 nyarán csatlakozott a SV Babelsberg 03 együtteséhez, ahol a harmadosztály egyik legjobbjává fejlődött. Később lábcsonttörés miatt hosszabb időt volt kénytelen kihagyni. 2014. június 30-ig írt alá 2011-ben az RB Leipzig csapatához.